# 1896년 하계 올림픽 수영 남자 1200m 자유형
1896년 하계 올림픽 수영 남자 1200m 자유형은 그리스 아테네에서 개최된 1896년 하계 올림픽 수영의 세부 종목이다. 1896년 4월 11일에 제아 만에서 진행되었다. 4개국에서 9명의 선수가 참가하였다.
수영 종목의 마지막 경기는 가장 긴 거리를 수영하는 종목이었다. 100m를 이겼음에도 하요스는 다시 1200m에 다른 8명의 선수와 함께 참가했다. 그는 2위와의 차이를 100m 이상 벌리면서 우승했다. 500m 우승자인 네우만은 1200m를 끝낼 수 없었다. 윌리엄과 네 명의 선수의 순위는 정확히 알 수 없다.

## 경기장
| 도시   | 경기장  |
| ------ | ------- |
| 아테네 | 제아 만 |

## 경기 결과
| 순위 | 선수                                  | 기록    |
| ---- | ------------------------------------- | ------- |
| 1    | 알프레드 하요스 (HUN)                 | 18:22.2 |
| 2    | 요아니스 안드레우 (GRE)               | 21:03.4 |
| 3    | 에프스타시오스 코로파스 (GRE)         | 불명    |
| 4-8  | N. 카르타바스 (GRE)                   | 불명    |
| 4-8  | 가드너 윌리엄스 (USA)                 | 불명    |
| 4-8  | 이름이 알려지지 않은 3명의 선수 (GRE) | 불명    |
| –    | 파울 네우만 (AUT)                     | DNF     |

### 메달리스트
| 종목              | 금                       | 은                         | 동                               |
| ----------------- | ------------------------ | -------------------------- | -------------------------------- |
| 남자 자유형 1200m | 알프레드 하요스 · 헝가리 | 요아니스 안드레우 · 그리스 | 에프스타시오스 코로파스 · 그리스 |

## 참고 자료
- International Olympic Committee results database
- Lampros, S.P.; Polites, N.G.; De Coubertin, Pierre; Philemon, P.J.; & Anninos, C. (1897). 《The Olympic Games: BC 776 – AD 1896》. Athens: Charles Beck. (Digitally available at  보관됨 2013-01-16 - 웨이백 머신)
- Mallon, Bill; & Widlund, Ture (1998). 《The 1896 Olympic Games. Results for All Competitors in All Events, with Commentary》. Jefferson: McFarland. ISBN 0-7864-0379-9. (Excerpt available at )
- Smith, Michael Llewellyn (2004). 《Olympics in Athens 1896. The Invention of the Modern Olympic Games》. London: Profile Books. ISBN 1-86197-342-X.